# Municipio de Ridge (Misuri)
El municipio de Ridge (en inglés: Ridge Township) es un municipio ubicado en el condado de Carroll en el estado estadounidense de Misuri. En el año 2010 tenía una población de 441 habitantes y una densidad poblacional de 4,81 personas por km².

## Geografía
El municipio de Ridge se encuentra ubicado en las coordenadas 39°28′46″N 93°22′27″O / 39.47944, -93.37417. Según la Oficina del Censo de los Estados Unidos, el municipio tiene una superficie total de 91.68 km², de la cual 91,58 km² corresponden a tierra firme y (0,11 %) 0,1 km² es agua.

## Demografía
Según el censo de 2010, había 441 personas residiendo en el municipio de Ridge. La densidad de población era de 4,81 hab./km². De los 441 habitantes, el municipio de Ridge estaba compuesto por el 99,09 % blancos, el 0,23 % eran de otras razas y el 0,68 % eran de una mezcla de razas. Del total de la población el 2,04 % eran hispanos o latinos de cualquier raza.